# With Teeth
With Teeth (a veces denominado [With_Teeth]) es el cuarto trabajo de estudio de Nine Inch Nails, lanzado el 27 de abril de 2005 por Interscope Records. El álbum fue producido por Trent Reznor y su colaborador desde hace mucho tiempo Alan Moulder. El álbum es el regreso de Reznor después de 3 años sin lanzamientos (el último fue el disco en vivo And All That Could Have Been, lanzado en 2002 y de 5 sin conciertos, esta ausencia se debió principalmente a que Reznor estaba atravesando una etapa de alcoholismo y abuso de sustancias y más tarde una lucha contra estos vicios, esta lucha también inspiró a Reznor para la composición de algunas canciones del disco. With Teeth generó tres singles: "The Hand That Feeds", "Only ", y "Every Day is Exactly the Same"(Este último sería utilizado en la película de acción "Wanted") , los cuales se convirtieron en singles número uno en el Hot Modern Rock Tracks chart de Billboard.

## Lista de canciones
Todas las canciones compuestas e interpretadas por Trent Reznor.

| N.º   | Título                          | Duración |  |
| 1.    | «All the Love in the World»     | 5:15     |  |
| 2.    | «You Know What You Are?»        | 3:42     |  |
| 3.    | «The Collector»                 | 3:08     |  |
| 4.    | «The Hand That Feeds»           | 3:32     |  |
| 5.    | «Love Is Not Enough»            | 3:41     |  |
| 6.    | «Every Day Is Exactly the Same» | 4:55     |  |
| 7.    | «With Teeth»                    | 5:38     |  |
| 8.    | «Only»                          | 4:23     |  |
| 9.    | «Getting Smaller»               | 3:35     |  |
| 10.   | «Sunspots»                      | 4:03     |  |
| 11.   | «The Line Begins to Blur»       | 3:44     |  |
| 12.   | «Beside You in Time»            | 5:25     |  |
| 13.   | «Right Where It Belongs»        | 5:04     |  |
| 56:05 |                                 |          |  |

### Pistas adicionales
| Bonus tracks |                                                                 |          |  |
| N.º          | Título                                                          | Duración |  |
| 14.          | «Home» (non-US pressings)                                       | 3:14     |  |
| 15.          | «Right Where It Belongs (Version 2)» (UK and Japanese releases) | 5:04     |  |
| 16.          | «The Hand That Feeds (Ruff Mix)» (Japanese pressings)           | 3:58     |  |

El tema "Home" fue originalmente un lado B del sencillo de "The Hand That Feeds".  En la versión CD el tema se encuentra después del último, en vinilo esta se encuentra después de "Sunspots".  La versión británica también presenta además de este, un tema más, una versión alternativa de "Right Where it Belongs", y la versión japonesa contiene estos dos y uno más, una remezcla de "The Hand That Feeds" por Photek, dando un total de 16 pistas.

## Posicionamiento

### Álbum
| Tablas                        | Posición cumbre |
| ----------------------------- | --------------- |
| The Billboard 200             | 1               |
| Billboard Top Internet Albums | 1               |
| Australian Albums Chart       | 10              |
| Austrian Albums Chart         | 4               |
| Canadian Albums Chart         | 2               |
| Finnish Albums Chart          | 9               |
| German Albums Chart           | 9               |
| Irish Albums Chart            | 7               |
| UK Albums Chart               | 3               |

| País           | Certificación       | Ventas   |
| -------------- | ------------------- | -------- |
| Estados Unidos | Disco de oro        | 500,000+ |
| Canadá         | Doble disco platino | 200,000+ |
| Reino Unido    | Disco de plata      | 60,000+  |

### Sencillos
| Título                          | Posiciones cumbre en las listas de éxitos | Posiciones cumbre en las listas de éxitos | Posiciones cumbre en las listas de éxitos | Posiciones cumbre en las listas de éxitos | Posiciones cumbre en las listas de éxitos | Posiciones cumbre en las listas de éxitos | Posiciones cumbre en las listas de éxitos | Posiciones cumbre en las listas de éxitos |
| Título                          | US                                        | US Pop 100                                | US Mod                                    | US Main                                   | US Digital                                | CAN                                       | FIN                                       | UK                                        |
| ------------------------------- | ----------------------------------------- | ----------------------------------------- | ----------------------------------------- | ----------------------------------------- | ----------------------------------------- | ----------------------------------------- | ----------------------------------------- | ----------------------------------------- |
| "The Hand That Feeds"           | 31                                        | 31                                        | 1                                         | 2                                         | 10                                        | 1                                         | 15                                        | —                                         |
| "Only"                          | 90                                        | —                                         | 1                                         | 22                                        | —                                         | 23                                        | —                                         | 12                                        |
| "Every Day is Exactly the Same" | 56                                        | 48                                        | 1                                         | 12                                        | —                                         | 1                                         | —                                         | —                                         |